# 長徳の変
長徳の変（ちょうとくのへん）とは、平安時代中期に発生した政変。
長徳2年（996年）内大臣・藤原伊周と権中納言・藤原隆家兄弟が女性問題に起因して花山法皇に対して弓を射かけるなどの不敬事件を起こす。事が露見してこの兄弟が罰せられて失脚し、中関白家は没落した。花山院闘乱事件（かざんいんとうらんじけん）ともいう。

## 経緯
故関白・藤原道隆の嫡男である内大臣・藤原伊周は、故太政大臣・藤原為光の娘である三の君に通っていた。一方、花山法皇が三の君と同じ屋敷に住む四の君に通い始める（三の君と四の君は、かつて法皇が天皇在位中に寵愛した女御・藤原忯子の妹にあたる）。ところが、伊周は法皇が自分の相手である三の君に通っているのだと誤解し、弟の隆家に相談する。これを受けて、長徳2年（996年）1月16日に隆家は従者の武士に法皇を弓で射かけさせた。矢は法皇の袖に当たり、法皇はなすすべもなく御所に戻ったという（『栄花物語』）。更には、この際に闘乱事件が発生し、法皇の従者の童子二人が殺害されその首が持ち去られたともいう（『小右記』『百錬抄』逸文）。両書の記載は異なるが、後者が記す内容から事件の重大性が窺われる。
花山法皇は事の発端が女性問題であったこともあり、朝廷に訴え出ることをせずひた隠しにしていた。しかし、すぐにこの事件の噂は広まり、一条天皇や右大臣・藤原道長の知ることとなった。なお、執政であった藤原道長は本来であれば検非違使別当・藤原実資から事件についての報告を受ける立場であるが、実際には実資の方が道長からの手紙で事件を知っている。このため、三の君・四の君の兄である頭中将・藤原斉信が道長にこの事件を密告したとする推測がある。なお、斉信は後述の伊周・隆家兄弟の処分当日に参議に昇進している。事件の話が広まってしまった以上、伊周・隆家兄弟とも参内する面目はなく、同月25日に開かれた除目でも伊周の座席は撤去されていたが、人々は「全く当然のこと」と語っていたという。藤原道長はすぐに伊周・隆家の処分に踏み切らず、法皇の訴えがないままにじっくりと調査を進める。2月5日に伊周の家司である菅原董宣・源致光の邸宅を捜索。2月11日の陣定では一条天皇からの「伊周・隆家の罪科を決定せよ」と勅が道長に伝えられ、明法博士に罪名の勘申をさせることとなった。
ちょうどその頃、一条天皇の母后・東三条院が御悩となり3月28日に大赦が行われるが、女院の御悩は呪詛が原因との噂が広まり、女院の寝殿の下から厭物（呪いの人形）が掘り出されるとの噂まで出る。さらに、4月1日には伊周が大元帥法（臣下がこの法を修めることは禁じられている）を行っているとの法琳寺からの密告があり、伊周らに対する処罰は避けられない状況となった。4月下旬になって、花山法皇を射る事、女院を呪詛せる事、私に大元帥法を行なう事、の3つの罪状により、伊周は大宰権帥、隆家は出雲権守に左遷する宣命が出されて失脚した。また、5月1日にはこの変の騒ぎの中で、伊周・隆家兄弟の姉である中宮・藤原定子も出家している。
この事件は、これまでの藤原氏による数ある陰謀事件とは異なり、明らかに伊周・隆家の軽率な行動によって自ら失脚する原因を作った事件である。なお、かつてはこの変について、以前に昇進を追い越されたことを恨みに思っていた道長が伊周に対して無実の罪を着せたとする説があった。この説は『愚管抄』の影響とみられるが、事実とみるには無理があるとされる。

## 備考
長徳の変より150年後に発生した保元の乱を描いた『保元物語』（巻之二「忠正・家弘等誅せらるる事」）には、「死罪の復活」が論じられた際に、嵯峨天皇によって死罪が停止された後、法家が伊周の死罪を検申したにもかかわらず罪一等を減ぜられて流罪となったことで死罪は久しく絶えたと記されており、当時（平安時代末期）において平安時代を通じて長く続いた「死刑の停止」が薬子の変と長徳の変の2段階を経て確立されたと認識されていた、とする指摘もある。

## 変で処罰された人物
『小右記』、『日本紀略』による。
| 中関白家との関係 | 氏名     | 官位                 | 処罰内容       |
| ---------------- | -------- | -------------------- | -------------- |
| 中関白家         | 藤原伊周 | 正三位・内大臣       | 大宰権帥へ左遷 |
| 中関白家         | 藤原隆家 | 従三位・権中納言     | 出雲権守へ左遷 |
| 伊周の叔父       | 高階信順 | 右中弁               | 伊豆権守へ左遷 |
| 伊周の叔父       | 高階道順 | 右兵衛佐             | 淡路権守へ左遷 |
|                  | 大江以言 | 勘解由次官           | 飛騨権守へ左遷 |
| 伊周の義兄弟     | 源明理   | 従四位下・左近衛少将 | 殿上簡削除     |
| 中関白家         | 藤原頼親 | 四位・左近衛中将     | 殿上簡削除     |
| 中関白家         | 藤原周頼 | 右近衛少将           | 殿上簡削除     |
| 伊周の義兄弟     | 源方理   | 右近衛少将           | 殿上簡削除     |
|                  | 源頼定   | 従四位下・弾正大弼   | 勘事           |
|                  | 藤原相尹 | 左馬頭               | 勘事           |